# Santa Maria de Montescot

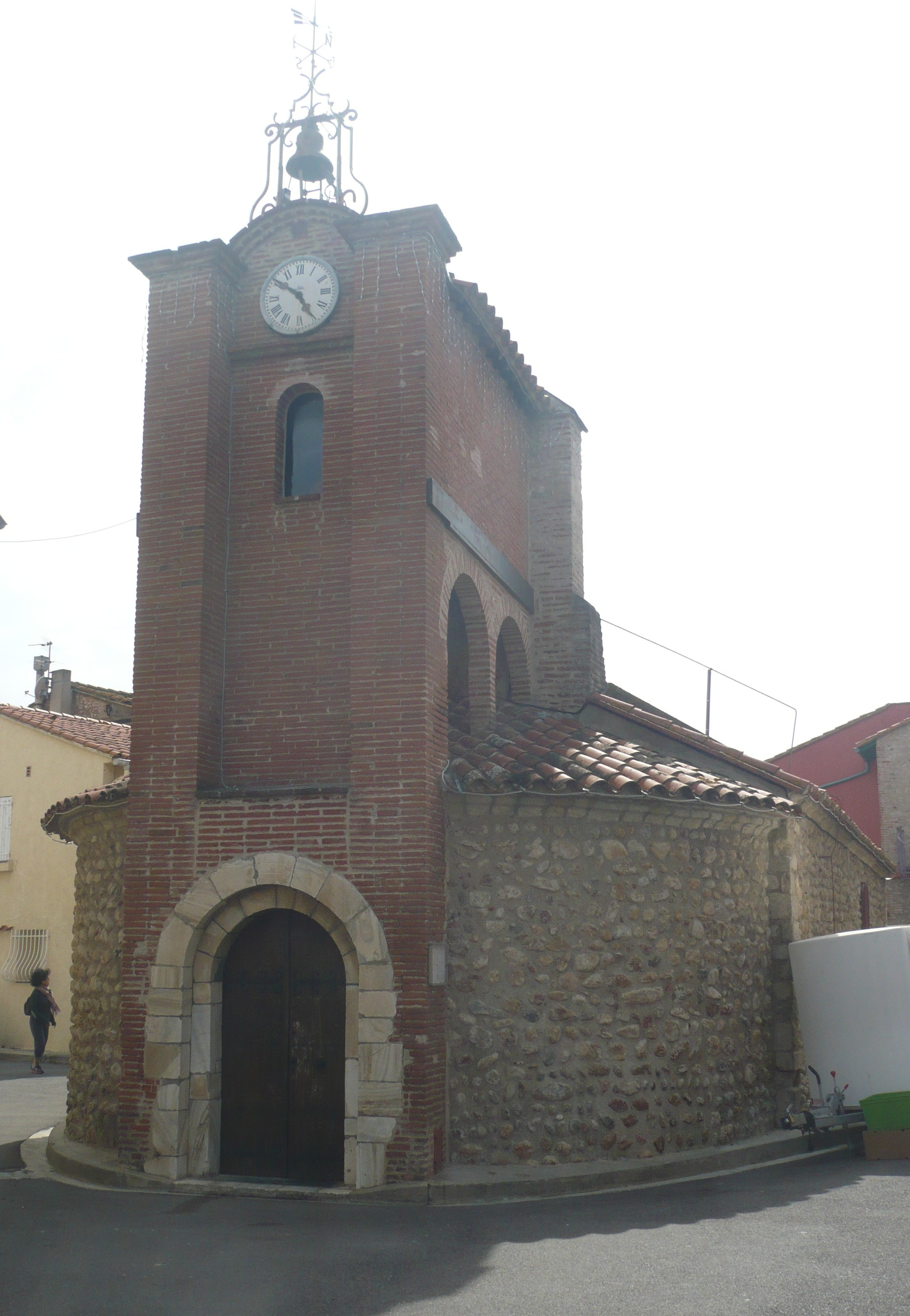
L'absis romànic, convertit en entrada de l'església

Santa Maria de Montescot és l'església parroquial del poble de Montescot, a la comarca del Rosselló, de la Catalunya del Nord.
Està situada al bell mig de la cellera originària del poble vell de Montescot.

## Història

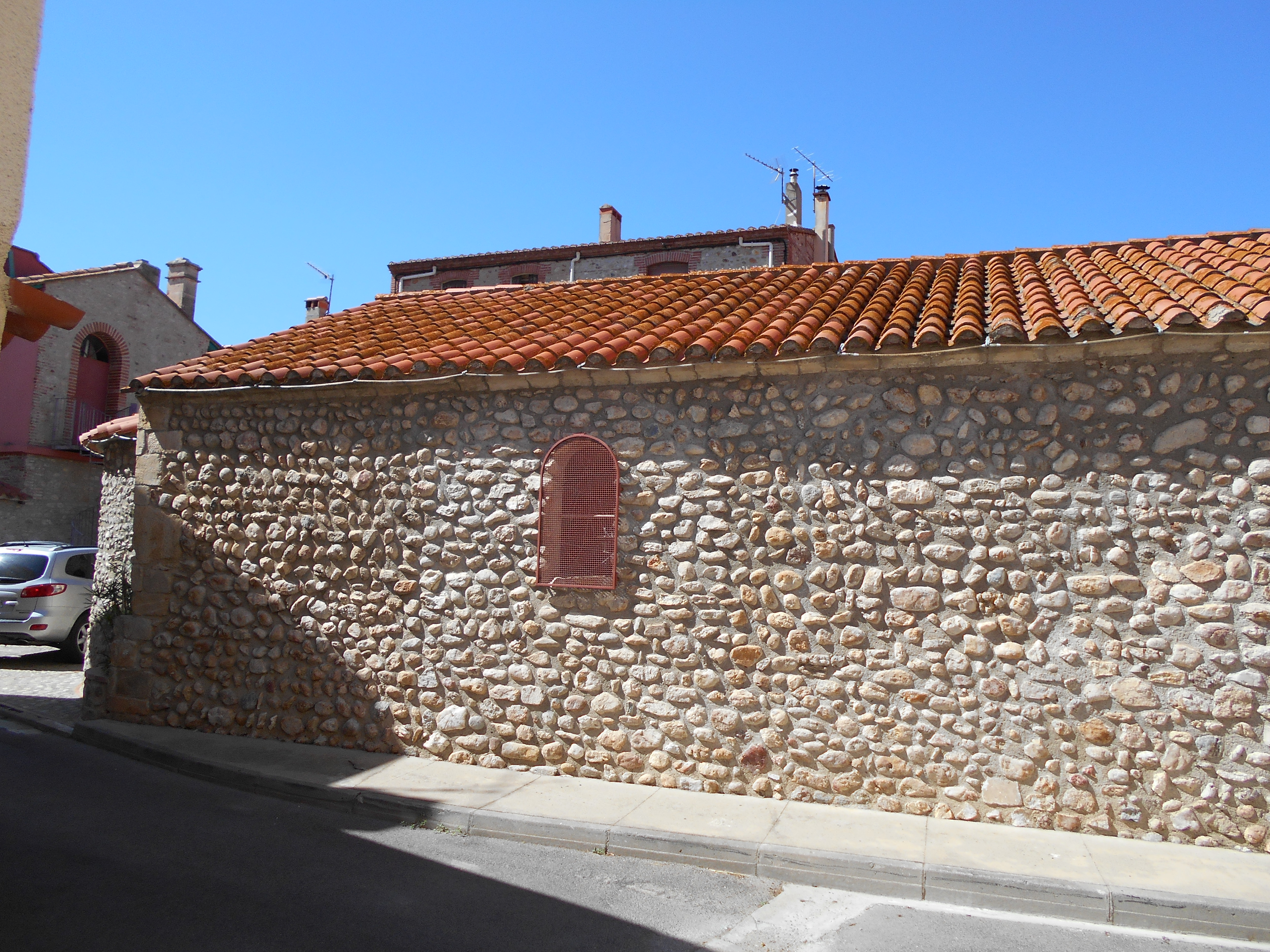
Façana meridional de l'església

Documentada des del 1073, malgrat que el poble de Montescot ja ho és des del 883, en la forma Montescopio, tot i que també apareix en les formes Montescapri (922) i Montechabrario (1073). Una tercera denominació del poblat es dona al llarg de l'edat mitjana: villa Roderadi (anys 916, 970 i 1067) o villa Rodrat (1080).

## L'edifici

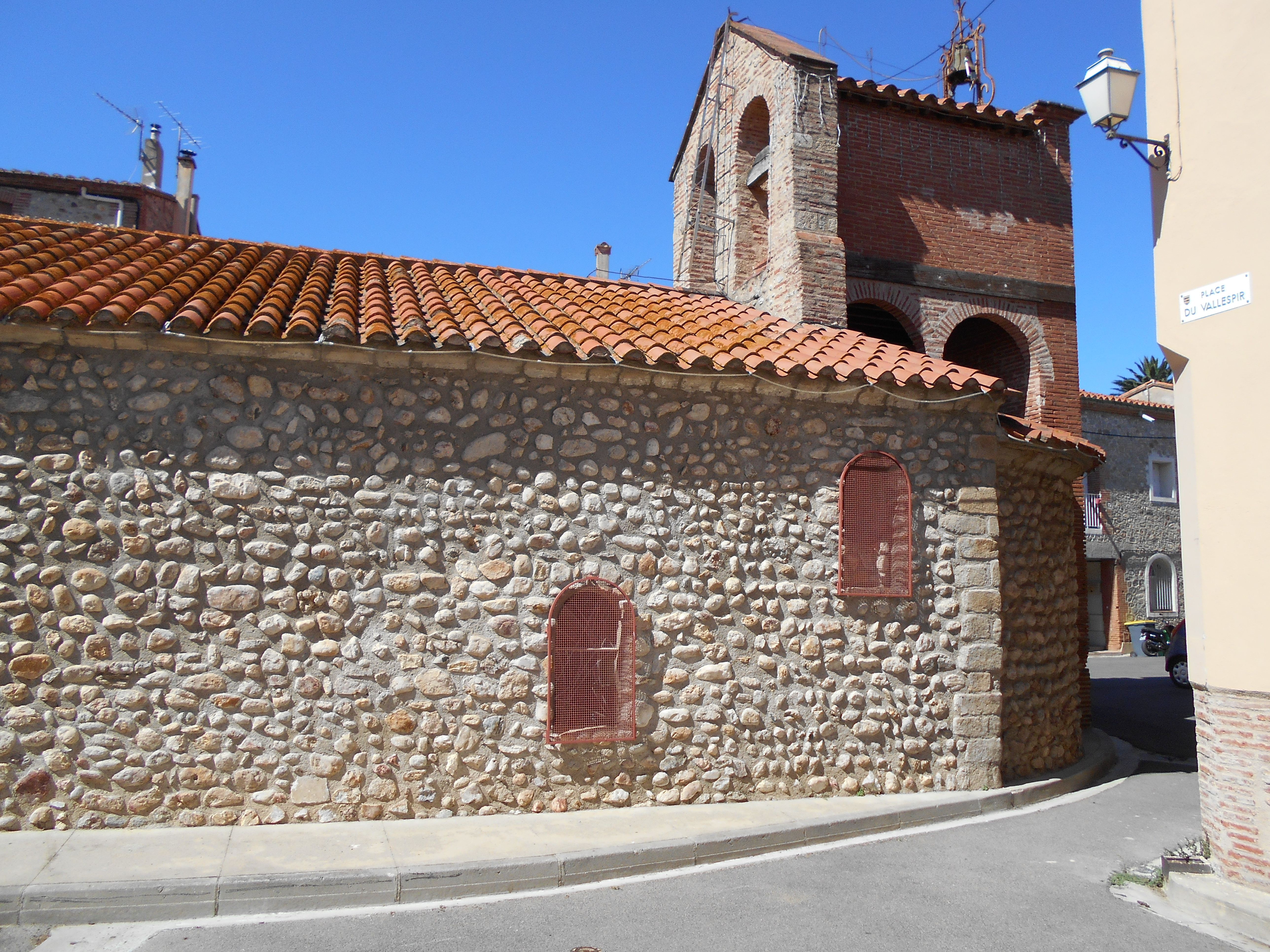
Façana meridional de l'església

És un temple romànic de finals del segle xi o principis del xii. Està capçat a les dues bandes per dos arcs semicircular. D'una sola nau, la porta original, refeta en marbre el 1671, era a la façana sud, però a principis del segle xx fou traslladada al bell mig de l'absis original, a llevant, alhora que es construïa un campanar damunt de l'absis. També es capgirà l'església, i es construí un segon absis semicircular per al nou presbiteri al costat de ponent.
L'església havia estat totalment coberta d'arrebossat. Els anys 80 va ser repicada, i la pedra vista fou rejuntada amb ciment i altre material, cosa que distorsionà del tot l'aspecte extern del temple. L'aparell original era irregular, fet de blocs de pedra trencats alternats amb còdols de diverses mides. Les cantoneres són carreus grossos, ben escairats i polits, entre els quals en destaquen dos de molt grossos, un a cada costat de l'església. El granit hi predomina, però també hi ha marbre.